# Hans Spekman
Johannes Leonardus "Hans" Spekman (phát âm tiếng Hà Lan: [joːˈɦɑnəs leːoːˈnɑrdʏs ɦɑns ˈspɛkmɑn], sinh ngày 6 tháng 4 năm 1966) là một chính trị gia người Hà Lan của Đảng Lao động. Ông là một chính trị gia địa phương ở Utrecht từ năm 1994 đến năm 2006 và là thành viên của Hạ nghị viện từ năm 2006 đến năm 2012. Ông là chủ tịch đảng của Công đảng từ năm 2012.
Johannes Leonardus Spekman sinh ngày 6 tháng 4 năm 1966 tại Zevenhuizen ở Hà Lan ở Hà Lan.
Ông đã làm thợ hàn, tài xế, và môi trường sách.

## Chính trị
Spekman là một thành viên của Công đảng từ năm 1986.
Ông là một thành viên của hội đồng thành phố Utrecht từ ngày 1 tháng 4 năm 1994 đến ngày 1 tháng 1 năm 2001 và một viên chức của Utrecht từ ngày 1 tháng 1 năm 2001 đến ngày 1 tháng 5 năm 2006.
Spekman là thành viên của Hạ viện từ ngày 30 tháng 11 năm 2006 đến ngày 24 tháng 1 năm 2012. Ông đã tập trung vào các vấn đề về chính sách ngoại kiều và t as nạn, chính sách về việc làm và trợ giúp xã hội cũng như kiểm soát gian lận đói nghèo và lợi ích.
Spekman đã từng là Chủ tịch Công đảng kể từ ngày 2 tháng 1 năm 2012, khi ông kế vị Lilianne Ploumen.